# Salar de Uyuni

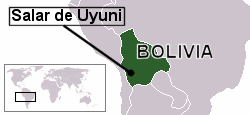
Localizarea Salar de Uyuni

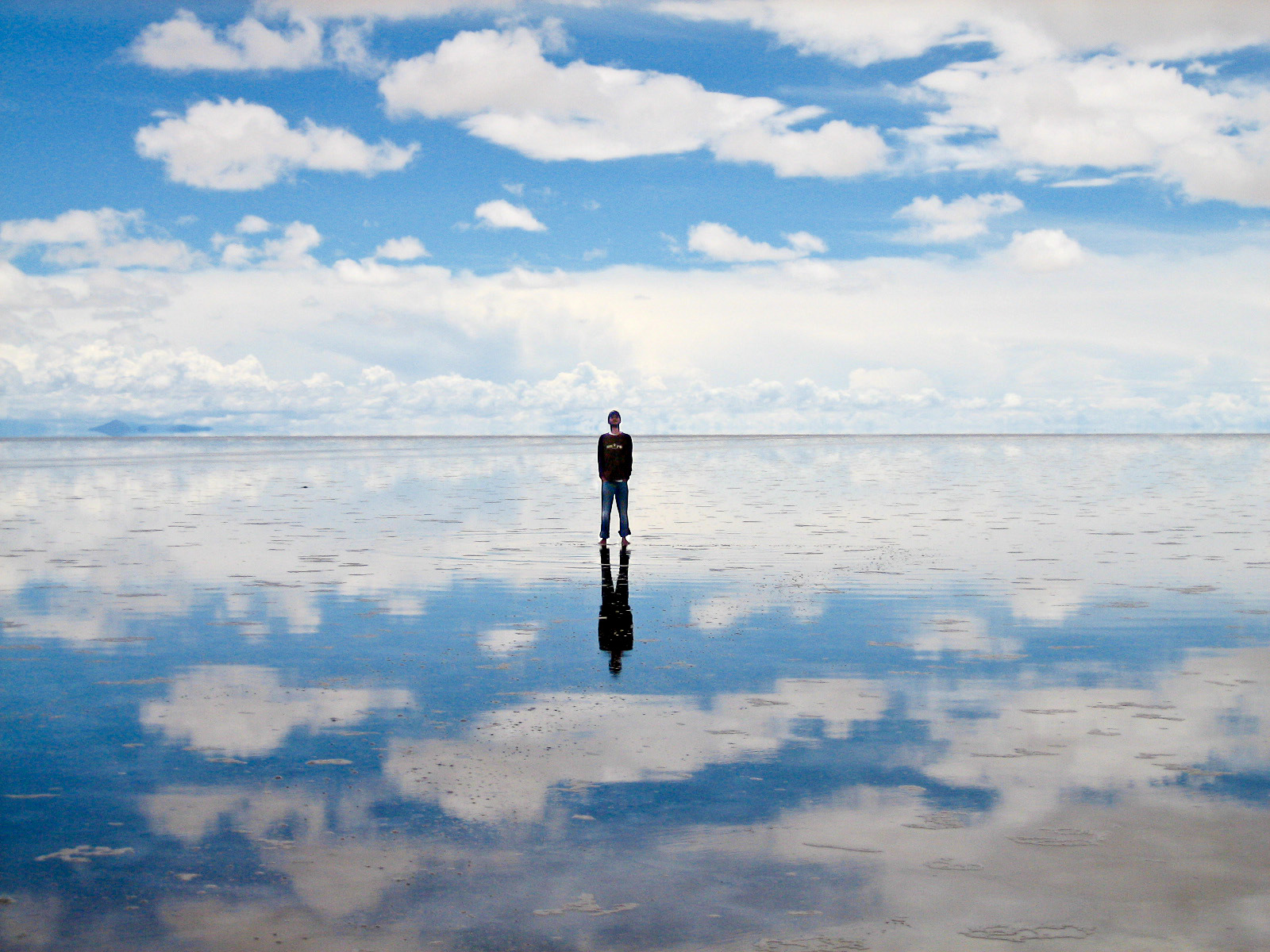
Când Salar de Uyuni este acoperit de apă, în el se reflectă perfect cerul azuriu sud-american.

Salar de Uyuni este cel mai mare deșert de sare din lume, având o suprafață de 10.582 km². Acesta e situat în departamentele Potosí și Oruro în sud-vestul Boliviei, lângă creasta Anzilor, la o altitudine de 3656 m deasupra nivelului mării, în apropiere de hotarul dintre Bolivia și Chile.
Salar de Uyuni s-a format ca rezultat al transformărilor dintre câteva lacuri preistorice. Acesta este acoperit de o crustă de sare de câțiva metri grosime, care are o platitudine extraordinară cu o variație medie a altitudinii de până la un metru pe întreaga suprafață a Salarului. Crusta servește ca sursă de sare și acoperă un bazin de apă sărată, care este extrem de bogat în litiu. El conține între 50 și 70% rezervele mondiale de litiu, care este pe cale de a fi extras. 
Suprafața extinsă, cerul senin și planitatea excepțională a suprafeței fac din Salar un loc ideal pentru calibrarea altimetrelor sateliților de observare a Pământului.

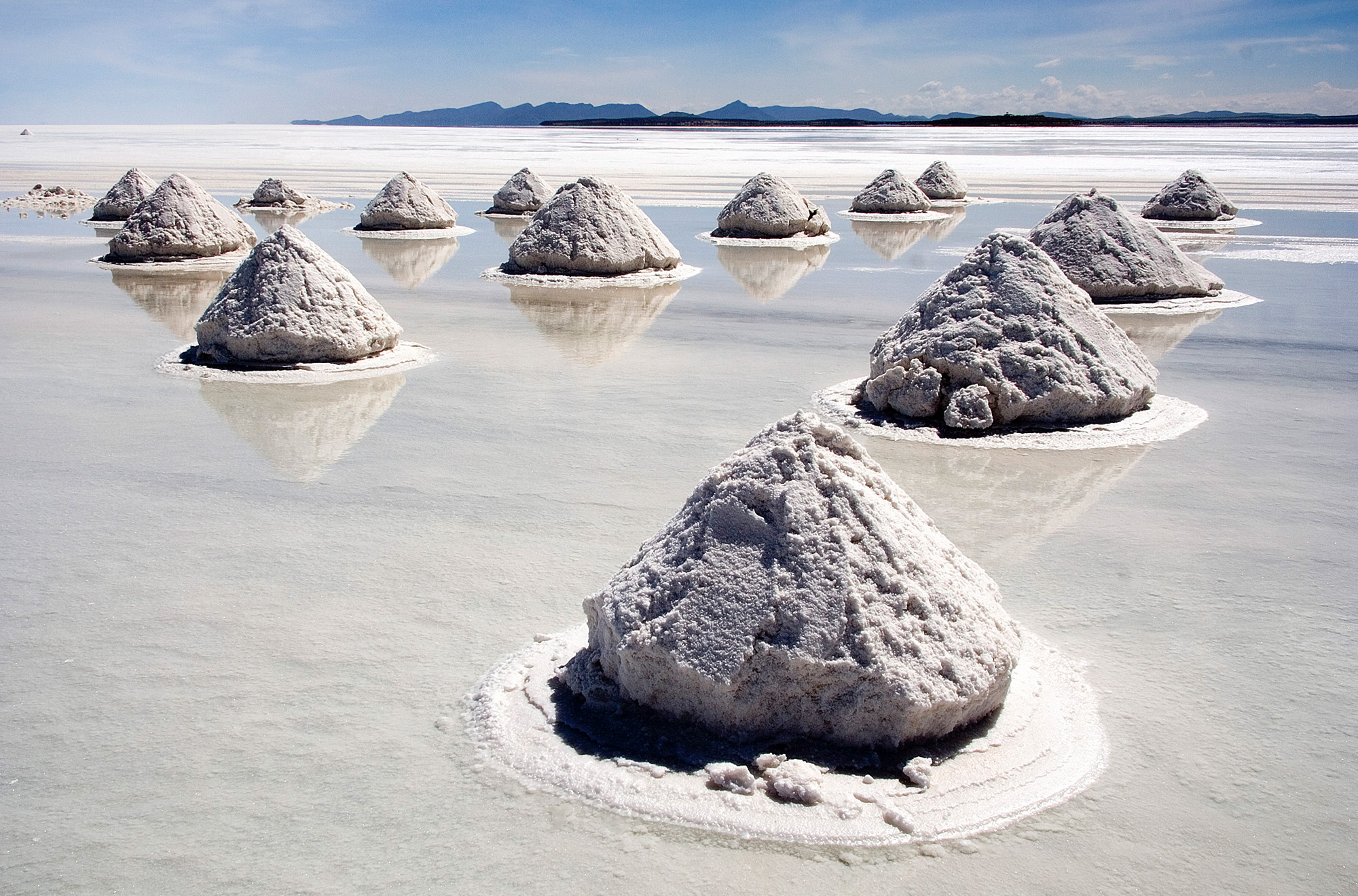
Salar de Uyuni

Salar de Uyuni servește drept principala cale de transport în cadrul Altiplanoului bolivian și este un loc major de reproducere pentru câteva specii de flamingo roz. De asemenea, Salar de Uyuni este o zonă climatologică tranzițională de moment ce impozanții nori tropicali cumulus congestus și cumulus incus care se formează în partea estică a deșertului de sare în timpul verii, nu pot pătrunde dincolo de marginile sale uscate din vest, în apropiere de granița chiliană și Deșertul Atacama.